# Lisa-Ico (Dato)
Lisa-Ico (Lisaico) ist eine osttimoresische Aldeia im Suco Dato (Verwaltungsamt Liquiçá, Gemeinde Liquiçá). 2015 lebten in der Aldeia 73 Menschen.

## Geographie
Lisa-Ico liegt im Osten des Sucos Dato. Südlich liegt die Aldeia Cabuilimo und nördlich die Aldeia Hecar. Im Westen grenzt Lisa-Ico an den Suco Loidahar und im Osten an die Sucos Maumeta und Luculai. Die Grenze zu Maumeta bildet der Fluss Gularkoo, der aus dem Zusammenfluss des Gaulara,  dem Grenzfluss zu Luculai, und dem Eanaloa entsteht, der aus dem Osten kommt. Die Besiedlung der Aldeia verteilt auf den Norden und entlang der Grenze zu Hecar, wo es auch eine zusammenhängende Siedlung gibt.

## Politik
2023 wurde Calisto dos Santos zum Chefe de Aldeia gewählt.